# Молекулярний індивід
Молекуля́рний індиві́д (англ. molecular entity, рос. молекулярная сущность) — будь-які структурно або ізотопно відмінні атом, молекула, йон, йонна пара, радикал, йон-радикал, комплекс, конформер і т. ін., котрі можна ідентифікувати як окремі хімічні сутності чи хімічні одиниці.
Ступінь точності їх визначення залежить від контексту. Наприклад, залежно від мети, вимагає уточнення, в якому електронному стані розглядається сутність однієї і тієї ж молекули. Те ж можна сказати й про набір конформерів для даної сполуки. Поняття молекулярний індивід за IUPAC використовується як загальний термін для означення окремих одиниць незалежно від їх природи, тоді як хімічний вид (англ. chemical species) означає ряд або ансамбль молекулярних частинок. При тому назва сполуки може відноситися як до відповідної молекулярної частинки, так і до хімічного виду (species): наприклад, метан, який бере участь у реакції, можна розглядати залежно від контексту як окрему молекулу CH4 (молекулярний індивід) або як хімічний вид.
Синонім — молекулярна частинка.